# Etta Neumann
Etta Neumann – getauft als Henriette Helene Dolores Neumann – (* 5. Juni 1910 in Wien; † 13. August 1990 in Wien) war eine österreichische Tennis- und Tischtennisspielerin. Sie gewann bei der Tischtennisweltmeisterschaft 1930 Bronze im Mixed.

## Sportlicher Werdegang
Im Sportbereich trat Neumann mit dem Vornamen Etta auf. Sie war sowohl im Tennis als auch im Tischtennis erfolgreich. Im Tennis war sie mehrfache österreichische Meisterin, später war sie auch international aktiv. Im Tischtennis holte sie vier Titel bei nationalen österreichischen Meisterschaften, 1929 im Einzel und im Doppel mit Helene Reitzer sowie 1930 im Doppel mit Lili Forbath und im Mixed mit Alfred Liebster.
1930 wurde sie für die Weltmeisterschaft nominiert. Im Einzel verlor sie gegen die Deutsche Frl. Henschel. Im Doppel mit Josefine Kolbe kam sie bis ins Halbfinale.

## Lebensdaten
Etta Neumann war die Tochter des Sportfunktionärs und Kommerzialrates Alexander Neumann (Mai 1860–Mai 1936). Sie wurde am 5. Juni 1910 in Wien als Henriette Helene Dolores geboren. Ihren Lebensunterhalt verdiente sie als geprüfte Sportlehrerin. Anfang der 1950er Jahre eignete sie sich in Amerika Methoden des orthopädischen Turnens an und eröffnete in Wien eine Turnschule.
Am 13. August 1990 starb Etta Neumann in Wien, sie wurde auf dem Friedhof Potzleinsdorf beigesetzt.